# NdisWrapper

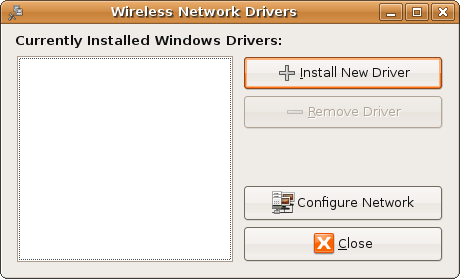
Ndisgtk

NdisWrapper est un logiciel pour Linux permettant d'utiliser un pilote Windows (conforme au modèle NDIS) pour faire fonctionner une carte Wi-Fi, dont les pilotes ne sont pas installés nativement sous Linux.

## Utilisation
NdisWrapper s'utilise en ligne de commande, dont les principales commandes sont citées plus bas.

## Interface graphique
NdisWrapper peut être utilisé avec une interface graphique grâce à Ndisgtk et NdisConfig. Ces interfaces graphiques sont développées indépendamment de NdisWrapper.

## Principales commandes

### Installation d'un pilote
```
 sudo ndiswrapper -i driver.inf
```

### Lister les pilotes installés
```
 ndiswrapper -l
```

### Créer le fichier modprobe
```
 sudo ndiswrapper -m
```

Cette commande s'utilise après avoir installé le pilote.

### Charger le module ndiswrapper
```
 sudo modprobe ndiswrapper
```

Cette commande s'utilise après avoir créé le fichier modprobe.